# Мельцо
Мельцо (італ. Melzo) — муніципалітет в Італії, у регіоні Ломбардія,  метрополійне місто Мілан.
Мельцо розташоване на відстані близько 470 км на північний захід від Рима, 18 км на схід від Мілана.
Населення — 18 523 особи (2014).

## Демографія
Населення за роками:

Станом на 1 січня 2023 року в муніципалітеті офіційно проживало 2316 іноземців з 77 країн, серед них 459 громадян країн Євросоюзу та 167 громадян України.

## Сусідні муніципалітети
- Кассіна-де'-Пеккі
- Ґорґонцола
- Ліскате
- Поццуоло-Мартезана
- Труккаццано
- Віньяте